# Contra: Legacy of War
Contra: Legacy of War é um jogo de ação 3D produzido pela Konami e desenvolvido pela Appaloosa Interactive , que foi originalmente lançado em 1996 de mês de ano para o PlayStation e Sega Saturn. Ele foi o primeiro de dois Contra jogos que foram desenvolvidos externamente por Appaloosa, seguido por C: Contra Aventura em 1998 de mês de ano. O jogo marca a série " salto para gráficos tridimensionais e controversas mudanças na jogabilidade. Legacy of War foi lançado embalados com um par de 3D anaglyph óculos, o que o jogo tem suporte. O legado da Guerra tem a distinção de ser o primeiro console de jogo da série para manter o Contra - título e personagens humanos durante seu lançamento na Europa e na Austrália (onde o console série tem sido conhecido como Probotector desde o primeiro jogo de NES até Contra: Hard Corps). O jogo estava programado para ser lançado no Japão,bem como, mas foi cancelada.

## História
Coronel Bassad, um ditador de um pequeno país asiático, tornou-se uma ameaça e está acumulando um exército de soldados, robôs e alienígenas mutantes. Bassad tem aliou-se com um alienígena desconhecida entidade para a sua tentativa de dominação mundial. Ray Poward (voltando do Contra: Hard Corps) é implantado para impedir Bassad do plano, junto com três dos membros mais recentes do Hard Corps equipe: Tasha, uma fêmea mercenário; unidade de CD-288, um robô; e Bubba, um alienígena. Depois de fazer o caminho para a Bassad Montanha da Fortaleza, a equipe de derrota-lo em seu blindado pod, mas é arrastado para a sua mente para uma batalha final. Com Bassad derrotado, eles são teleportados para o estrangeiro entidade, o que acaba por ser um pequeno planeta vivo. Com ele destruído, a equipe está à deriva no espaço, e um sobrevivente pequeno alienígena erro é visto escondendo.

## Jogabilidade
Cada personagem desempenha exatamente o mesmo, exceto para o tipo de armas que eles exercem e sua velocidade de movimento. Todos os personagens começam com uma metralhadora e um lança-chamas, mas os restantes dois slots são para caracteres específicos de armas. O jogo é jogado a partir de uma isometria ângulo. Desde que o jogo tem lugar em três dimensões, os inimigos vêm de todos os ângulos. Redução e o zig-zag foram adicionados para as habilidades do jogador, bem como uma auto-visando o recurso para ajudar o ataque aéreo inimigos. Salto foi ligeiramente alterado como os personagens já não é mais firmemente enrolado cambalhota saltos (um em cada jogo anterior, desde que a versão de arcade original do Contra). O progresso do jogador podem ser salvos em um cartão de memória.

## Desenvolvimento
O jogo foi revelado pela primeira vez em 1996, na Electronic Entertainment Expo, durante o qual Konami distribuídos óculos 3-D para os participantes de forma que eles pudessem ver o efeito 3-D. Esta um pouco pela culatra, como os jornalistas presentes no show informou que o 3-D recurso foi um "chamariz" e não melhorar de elementos visuais do jogo.
Com o jogo de 80% concluída, Jogos Eletrônicos Mensal informou que Randy Severin, gerente de produto sênior na Konami, não estava satisfeito com o estado atual do jogo, acreditando que alguns dos níveis eram muito brilhantes e coloridas, e alguns dos chefes não ameaçador o suficiente. No mês seguinte, eles receberam um perto de completar versão que contou com vários ajustes para a paleta de cores, velocidade, inteligência artificial do inimigo, e gráficos.
Como a maioria de 32 bits jogos de jogos de ação, Contra: Legacy of War utiliza ambientes construídos de textura mapeada polígonos.

## Recepção
As resenhas do Legado da Guerra diferem em como eles compararam o jogo para versões anteriores da série. Jeff Gerstmann da GameSpot aconselhou-o: "para aqueles que procuram um verdadeiro jogo de Contra, quebrar o SNES e têm-no", e disse que o jogo poderia ter sido melhor se não fosse selado com o Contra o nome e a irrealisticamente altas expectativas que vêm com ele. a GamePro’s A Arma Porca disse que não consegue viver à altura dos padrões estabelecidos pela série, e até mesmo a de menor prestígio jogos de jogos de ação, tais como Carregado. no Entanto, o Major Mike da GamePro disse "Legacy tem rápida ação explosiva, a marca de qualquer Contra-jogo", e um revisor para a Próxima Geração , opinou, "Enquanto não é de 32 bits produto inovador, este último na série incorpora tudo o que faz um Contra jogo agradável." Ele esclareceu que o jogo fez um significativo passo em 3D geração, mantendo as mesmas armas, power-ups, e o ritmo do passado Contra os jogos. os Críticos concordaram que os gráficos são sólidos com algumas pessoas incríveis, destaques, embora A Arma Porca e o Major Mike criticou alguns estética visual. a Maior parte dos comentários não fez menção de opcionais 3D estereoscópico recurso, mas Gerstmann especificamente comentou que era inexpressivo. a Próxima Geração e Gerstmann elogiou o jogo variedade de armas, inimigos e terreno, enquanto as Principais Mike e A Arma Porca disse à imprecisão dos saltos, velocidade, e um grande número de inimigos fazer o jogo frustrantemente difícil.
Jeremy Paróquia e Sam Kennedy, em suas Contra - retrospectiva 1up.com escreveu "a jogabilidade era desajeitado e os gráficos eram pardos comparado com as imagens nítidas dos 16-bit games".